# هوسلير
هوسلير (بالفرنسية: Huclier)‏ هي بلدية تقع في إقليم باد كاليه من منطقة نور با دو كاليه في شمال فرنسا. تبلغ مساحة هذه المدينة 3.32 (كم²)، وترتفع عن سطح البحر م، يبلغ عدد سكانها 111 نسمة حسب إحصاء المعهد الوطني للإحصاء والدراسات الاقتصادية سنة 2009 م. وترأس Louis Cadet البلدية خلال فترة (2008-2014).